# Nüziders
Nüziders (im lokalen Vorarlbergisch auch: Nüzigers) ist eine Gemeinde im österreichischen Bundesland Vorarlberg im Bezirk Bludenz mit 4957 Einwohnern (Stand 1. Jänner 2025).

## Geografie
Nüziders liegt im westlichsten Bundesland Österreichs, Vorarlberg, im Bezirk Bludenz. 58,1 Prozent der Fläche sind bewaldet. Der höchste Punkt im Gemeindegebiet wird ganz im Osten von Nüziders von der Gamsfreiheit (2211 m) gebildet. Auf ihrem Westgipfel treffen sich die Gemeindegrenzen von Nüziders, Raggal und Bludenz.

### Gemeindegliederung
Es existieren keine weiteren Katastralgemeinden in Nüziders.
Ortsteile und Parzellen von Nüziders sind
- Dorf
- Grafen
- Vadatsch
- Außerbach/Bad Sonnenberg
- Wingert
- Tschalenga
- Im Hag
- Siedlung Blumenau
- Daneu
- Hasensprung
- Hinteroferst
- Laz
- Lutafaz (aufgegebene Bergparzelle)
- Muttersberg
- Zoll

### Nachbargemeinden
| Ludesch    |                                             | Raggal  |
| Nenzing    | Kompassrose, die auf Nachbargemeinden zeigt |         |
| Bürserberg | Bürs                                        | Bludenz |

## Geschichte
Der Walgau war schon in der Steinzeit und in der Bronzezeit – also 1250 v. Chr. – besiedelt. Nüziders gilt als älteste Siedlung im Walgau und hatte schon zu Zeiten der Römer eine gewisse Bedeutung, da die Römerstraße von Reutte in Tirol nach Bregenz auch durch Nüziders führte.
Noch heute sind Teile eines alten römischen Wachturms erhalten, welcher gegen Ende des fünften Jahrhunderts zum Glockenturm einer frühchristlichen Kirche umgebaut wurde.
Hugo I. († 1228) begründete die gräfliche Familie Montfort. Ihm gehörten die Grafschaft über Churrätien, Tettnang, Bregenz, Feldkirch, Sonnenberg, Werdenberg und Sargans. In Nüziders war der Stammsitz der weit über die heutigen Gemeindegrenzen reichenden Grafschaft Sonnenberg.
Ebenso stammten die reich begüterten Vaistli aus Nüziders und waren im 14. Jahrhundert in Triesen und Vaduz ansässig.
Die Vaistli waren Dienstmannen der Grafen von Vaduz-Werdenberg. Später waren sie kaiserliche Vögte auf Gutenberg, Ammänner in Vaduz, am Eschnerberg und zu Werdenberg.
1473 eroberten und zerstörten Söldner unter Burkhard von Knöringen im Auftrag Sigmunds von Tirol die Burg Sonnenberg. Daraufhin verzichteten 1474 die Grafen von Sonnenberg auf ihr Land zugunsten der Habsburger, denen mit dieser Eroberung im Innerwalgau die Herrschaft über das Gebiet vom Arlberg bis zum Rhein ermöglicht wurde.
Die Habsburger regierten die Orte in Vorarlberg wechselnd von Tirol aus, oder von Vorderösterreich von Freiburg im Breisgau aus. Während der napoleonischer Zeit von 1805 bis 1814 gehörte der Ort zu Bayern.
Im Sommer 1865 brannten 80 Häuser, etwa zwei Drittel des damaligen Dorfes, ab, nachdem ein Vierjähriger am frühen Vormittag mit Streichhölzern spielte. Starker Ostwind begünstigte die rasche Ausbreitung des Feuers, zumal die ersten Feuerwehren aus den umliegenden Orten wegen eines schleppenden Informationsflusses erst mittags eintrafen. Eine bettlägerige Frau starb in den Flammen, etwa 400 Menschen, ungefähr die Hälfte der damaligen Bevölkerung von Nüziders, wurden obdachlos. Auch dank der Unterstützung durch prominente Personen wie Kaiser Franz Joseph I. oder John Sholto Douglass konnte das Dorf relativ schnell wieder aufgebaut werden. 1892 gründete Nüziders dann eine Freiwillige Feuerwehr.
Das Bad Sonnenberg (auch: Bad Nüziders) mit seiner Schwefelquelle war schon in der Biedermeierzeit bekannt. 1878 wurde die Badeanstalt renoviert, ausgebaut und neu eröffnet, 1912 bei einem Großbrand zerstört. Die Heilquelle soll vor allem Magnesium und Eisen beinhalten und gegen Rheumatismus, Gicht, Ischias und Frauenleiden helfen.
1972 ereignete sich am Hohen Fraßen  der damals größte Waldbrand Österreichs, nachdem ein von spielenden Kindern am Muttersberg entfachter Rasenbrand außer Kontrolle geriet und auf den Wald am steilen, schwer zugänglichen Frassenhang übergriff. 41 Feuerwehren, 95 Mann des Bundesheeres, Hubschrauber, Flugzeuge der Schweizer Armee und viele Freiwillige bekämpften den Brand, welcher 100 ha, nach anderen Angaben 55 ha Waldfläche vernichtete.

### Name
Der Name Nüziders soll der rätischen Sprache entstammen und wird in den Quellen erstmals im Jahre 820 als Vicus Nezudene erwähnt.
Etymologisch wird der Name auch als rätoromanische bzw. vulgärlateinische Abwandlung von lat. nucis terra gedeutet, was so viel bedeutet wie Nussland, Nussfeld oder Nussdorf.
Wenn als Ausgangsform *Nezutrium stimmt, ist der Name venetisch. -ders ist demnach die Eindeutschung des venetischen Morphems -utrium (vgl. Sauders).
Nach einer anderen Meinung leitet sich der erste Wortteil von lat. fornaces für Schmelzofen und der zweite Wortteil von der nicht deutbaren Endung dura ab. Aus fornacedura soll dann über die Zwischenstufen nacedura, nezedura, nezudera, nezuderes, nizidures, niziders der heutige Name entstanden sein.

### Bevölkerungsentwicklung
Der Ausländeranteil lag Ende 2002 bei 10,1 Prozent.
Da seit 1981 sowohl die Geburtenbilanz als auch die Wanderungsbilanz positiv ist, nimmt die Einwohnerzahl stark zu.

## Kultur und Sehenswürdigkeiten
- Burgruine Sonnenberg

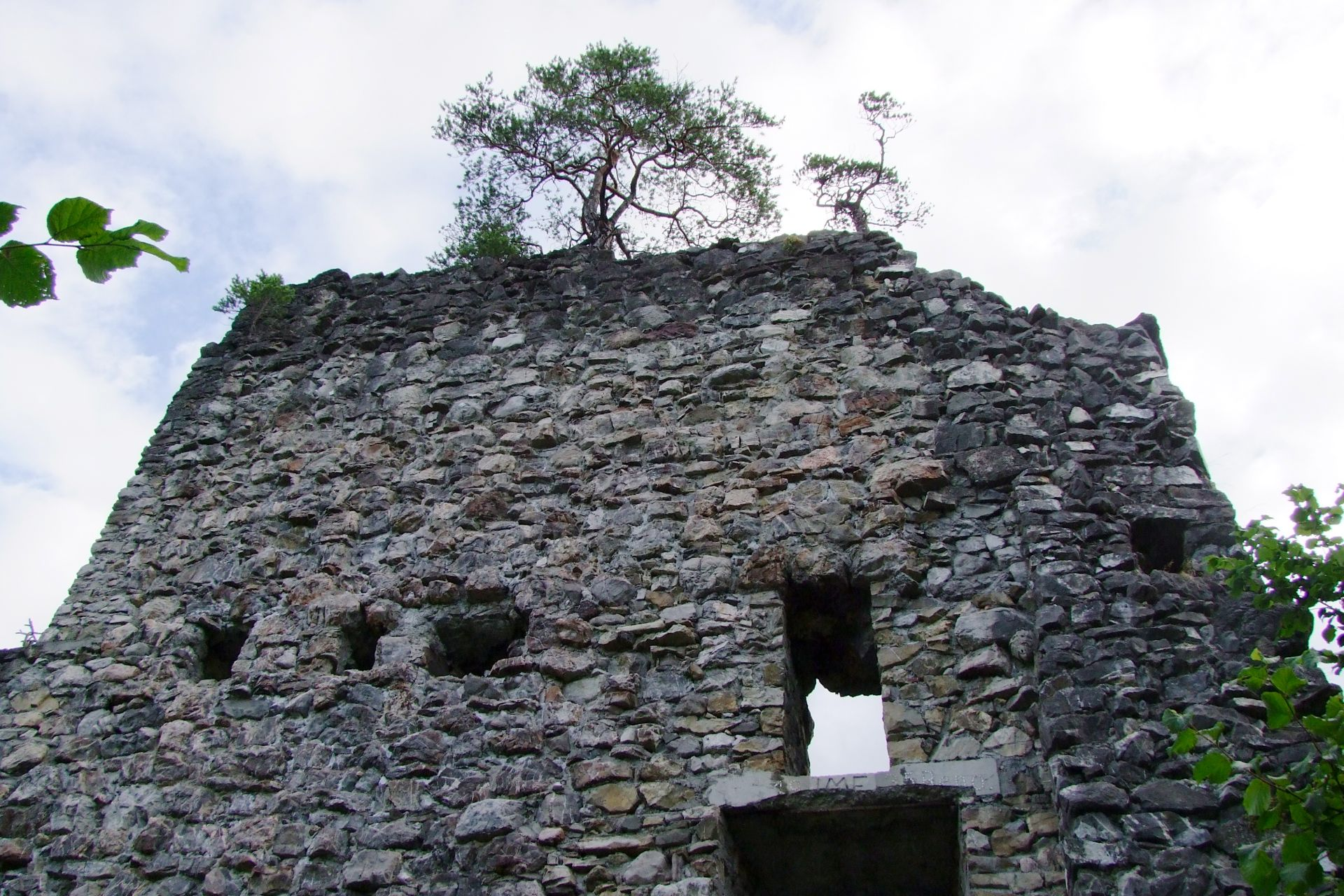
Burgruine Sonnenberg

- Katholische Pfarrkirche Nüziders Hll. Viktor und Markus
- Vineriuskirche als älteste Kirche im Walgau.
- Mariä-Heimsuchung-Kapelle Laz
- Bildungscampus Nüziders mit Österreichischer Bauherrenpreis 1967 und Österreichischer Bauherrenpreis 2022

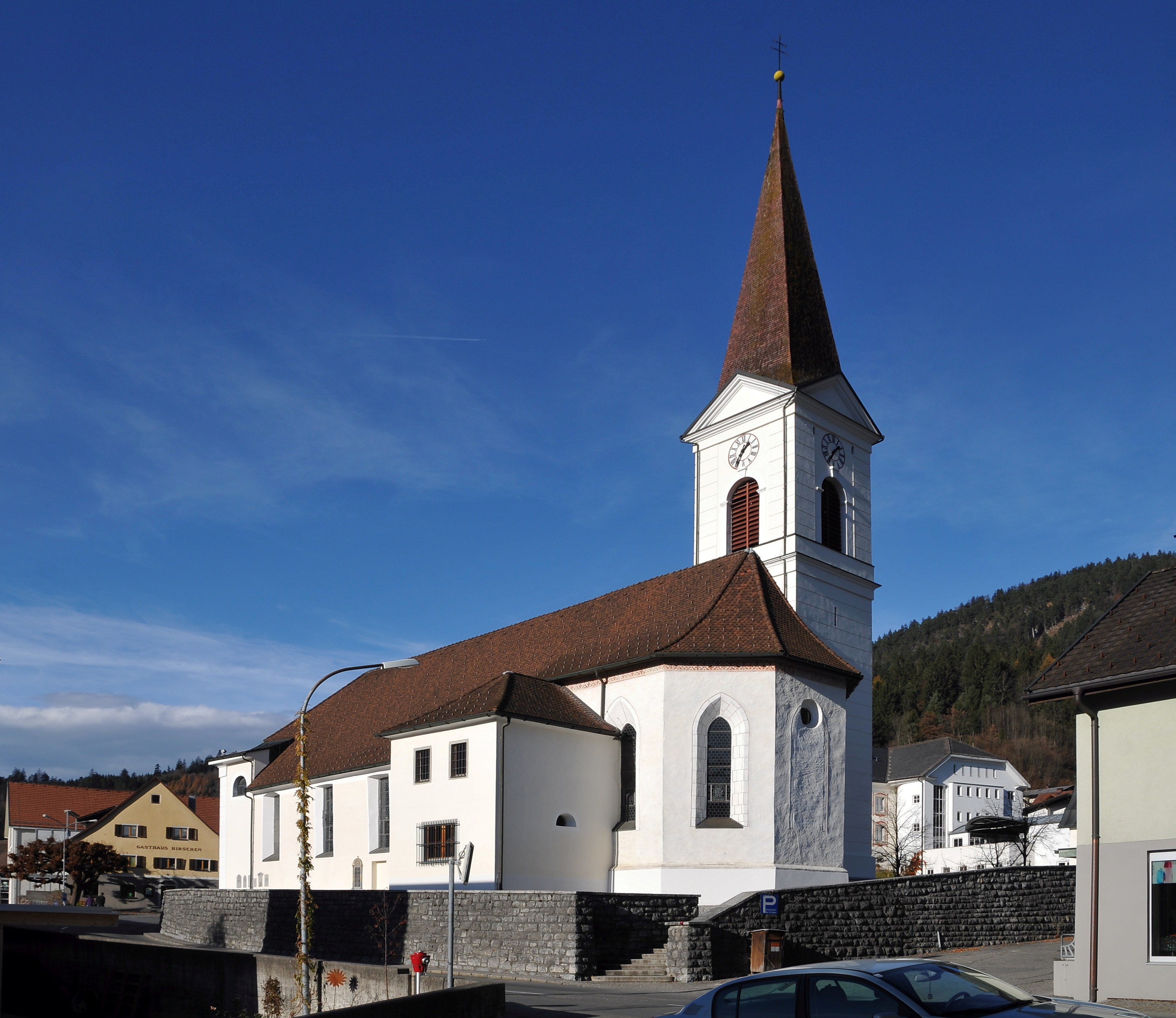
Pfarrkirche Nüziders
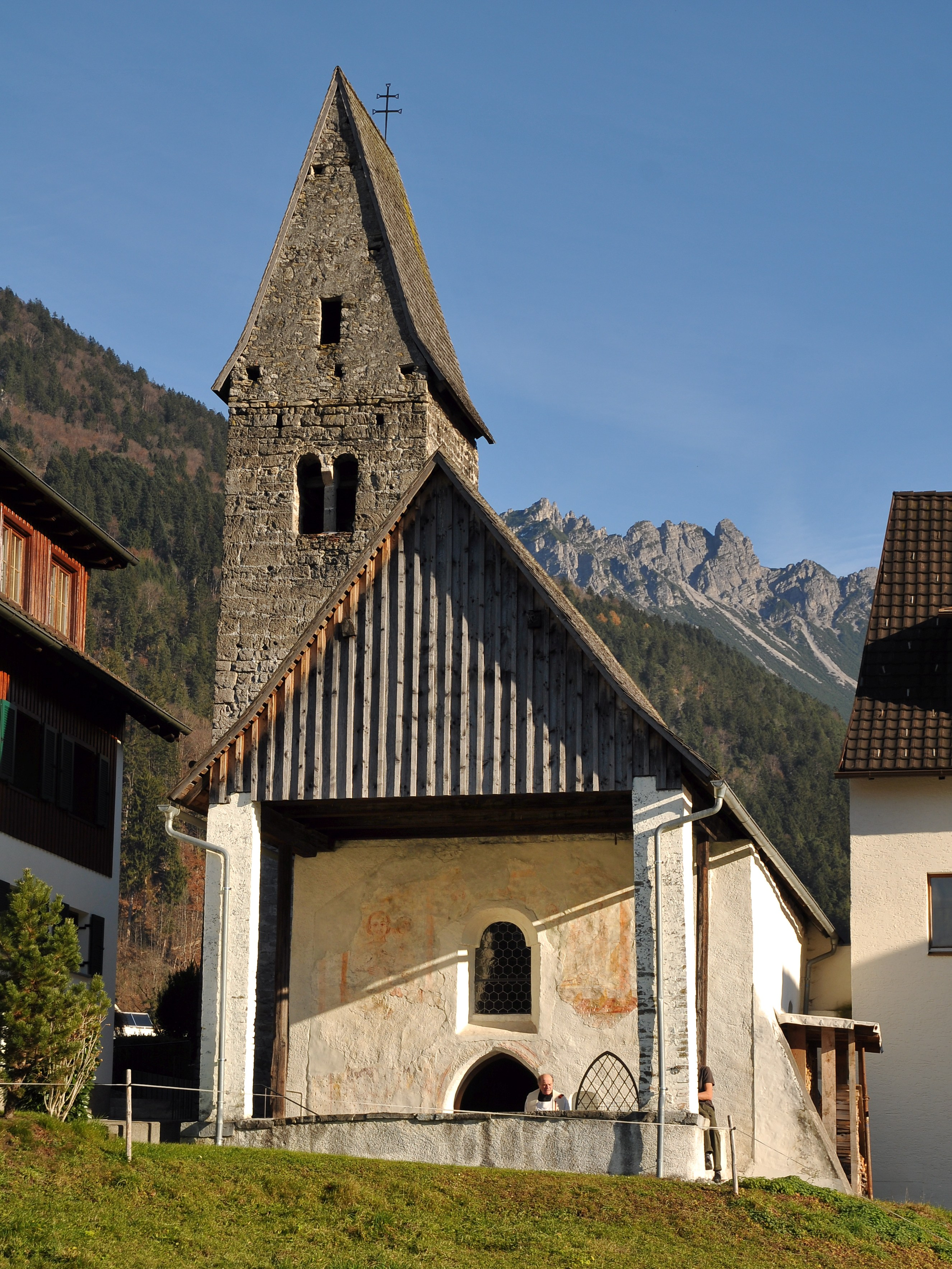
Vineriuskirche
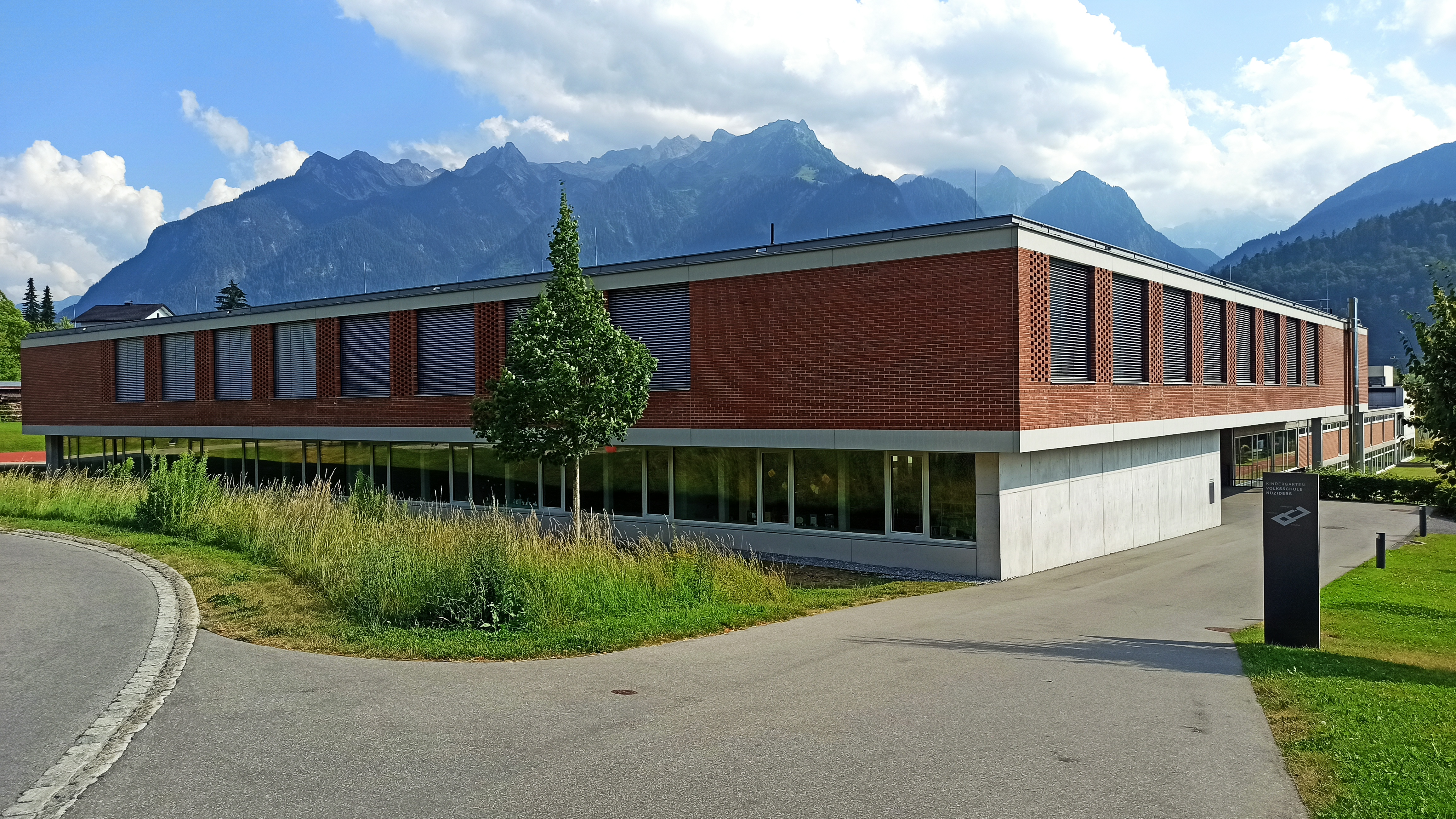
Bildungscampus Nüziders

## Wirtschaft und Infrastruktur
Im Ort gab es im Jahr 2003 75 Betriebe der gewerblichen Wirtschaft mit 958 Beschäftigten und 121 Lehrlingen. Lohnsteuerpflichtige Erwerbstätige gab es 2.089.
Das Siedlungsgebiet ist in den letzten Jahren praktisch vollständig an das von Bludenz herangewachsen.

### Verkehr
Am Rand des Ortes liegt die Haltestelle Nüziders der Vorarlbergbahn, an welcher Züge der S1 halten. An der A 14 gibt es die Anschlussstelle Bludenz-Nüziders. Die Muttersbergseilbahn steht großteils auf dem Territorium von Nüziders. Lediglich der unterste Abschnitt südlich des Galgentobelbaches und die Talstation stehen in Bludenz.

### Bildung
In Nüziders gibt es einen Kindergarten, eine Volksschule und eine Sport- und Mittelschule. Es besuchten dabei insgesamt 220 Schüler eine Volksschule und 273 Schüler eine Mittelschule (Stand: 2020/21) im Ort.

## Politik

### Gemeindevertretung
In Vorarlberg wählen die Bürger alle fünf Jahre die Mitglieder der Gemeindevertretung durch Ankreuzen eines Listen-Wahlvorschlages bzw. durch Mehrheitswahl wenn kein Listenvorschlag vorliegt. Weiters den Bürgermeister durch Ankreuzen eines Wahlvorschlages.
Die Gemeindevertretung wählt in der konstituierenden Sitzung aus ihrer Mitte – sofern keine Wahl durch die Bürger zustande kam – gemäß § 61 Gemeindegesetz einen Bürgermeister und dann einen mindestens dreiköpfigen Gemeindevorstand. Die Zahl dieser „Gemeinderäte“ darf aber gemäß § 55 den vierten Teil der Zahl der Gemeindevertreter nicht übersteigen.
Der Bürgermeister führt den Vorsitz bei den generell öffentlichen Sitzungen der Gemeindevertretung, in denen kommunale Belange besprochen und Beschlüsse gefasst werden. Beobachter haben kein Mitspracherecht und kein Stimmrecht. Die Gemeindevertretung kann nach Bedarf Ausschüsse bestellen. Sitzungen des Gemeindevorstandes und der Ausschüsse sind nicht öffentlich.

#### Sitzverteilung nach den Wahlen
- Gemeindevertretungswahlen 1985: ÖVP 14, SPÖ 7, Nüziger f. Bürgerr. u. Umwelt 3.[12]
- Gemeindevertretungswahlen 1990: ÖVP 14, SPÖ 10.[13]
- Gemeindevertretungswahlen 1995: ÖVP 15, SPÖ 7, Die Freiheitlichen 2.[14]
- Gemeindevertretungswahlen 2000: ÖVP 13, SPÖ 8, FPÖ 3.[15]
- Gemeindevertretungswahlen 2005: ÖVP 14, SPÖ 9, FPÖ 1.[16]
- Gemeindevertretungswahlen 2010: ÖVP 15, SPÖ 7, FPÖ 2.[17]
- Gemeindevertretungswahlen 2015: ÖVP 16, SPÖ 6, FPÖ 2.[18]
- Gemeindevertretungswahlen 2020: ÖVP 15, SPÖ 5, GRÜNE 3, FPÖ 1.[19]
- Gemeindevertretungswahlen 2025: ÖVP 15, SPÖ 5, Natürlich Nüziders 2, FPÖ 1, NEOS 1.[20]

### Bürgermeister
- 1945–1950 Franz Zech[21][21]
- 1950–1960 Josef Galehr[21]
- 1960–1978 Emil Burtscher[21]
- 1977–1997 Armin Spalt (ÖVP)[21][22]
- 1997–2006 Eugen Zech (ÖVP)[21][23][24]
- 2006–2023 Peter Neier (ÖVP)[25]
- seit 2023: Florian Themeßl-Huber (ÖVP)[26][27]

### Wappen
| Wappen von Nüziders | Blasonierung: „Auf blauem Grund ein schwarzer Dreiberg, darüber eine goldene Sonne mit abwechselnd sechs geraden und sechs geflammten Strahlen.“ |
| Wappen von Nüziders | Wappenbegründung: Das Gemeindewappen ist übernommen vom Wappen der Grafschaft Sonnenberg.                                                        |

### Gemeindepartnerschaften
- Houssen bei Colmar Agglomération im französischen Elsass[29]

## Persönlichkeiten

### Söhne und Töchter der Gemeinde
- Anton Vonbun (1799–1864), Jurist und Mitglied der Frankfurter Nationalversammlung
- Michael Gaßner (1805–1883), katholischer Prälat
- Franz Josef Vonbun (1824–1870), Arzt, Mundartdichter und Sagensammler
- Josef Keckeis (1862–1949), Arzt und Politiker
- Pius Moosbrugger (1897–1978), Pilot im Ersten Weltkrieg, Lokführer, Politiker
- Anton Galehr (1900–1957), Landwirt und Politiker, Abgeordneter zum Vorarlberger Landtag
- Adolf Mayer (1918–1996), Bergbau-Ingenieur und Widerstandskämpfer
- Reinelde Knapp (1933–2022), Leichtathletin
- Helmut Wolf (* 1939), Politiker
- Beat Kammerlander (* 1959), Sportkletterer

### Personen mit Bezug zur Gemeinde
- Ernst Konzett (* 1955), Brigadier des Österreichischen Bundesheeres